# Turismo indotto dalla cultura di massa

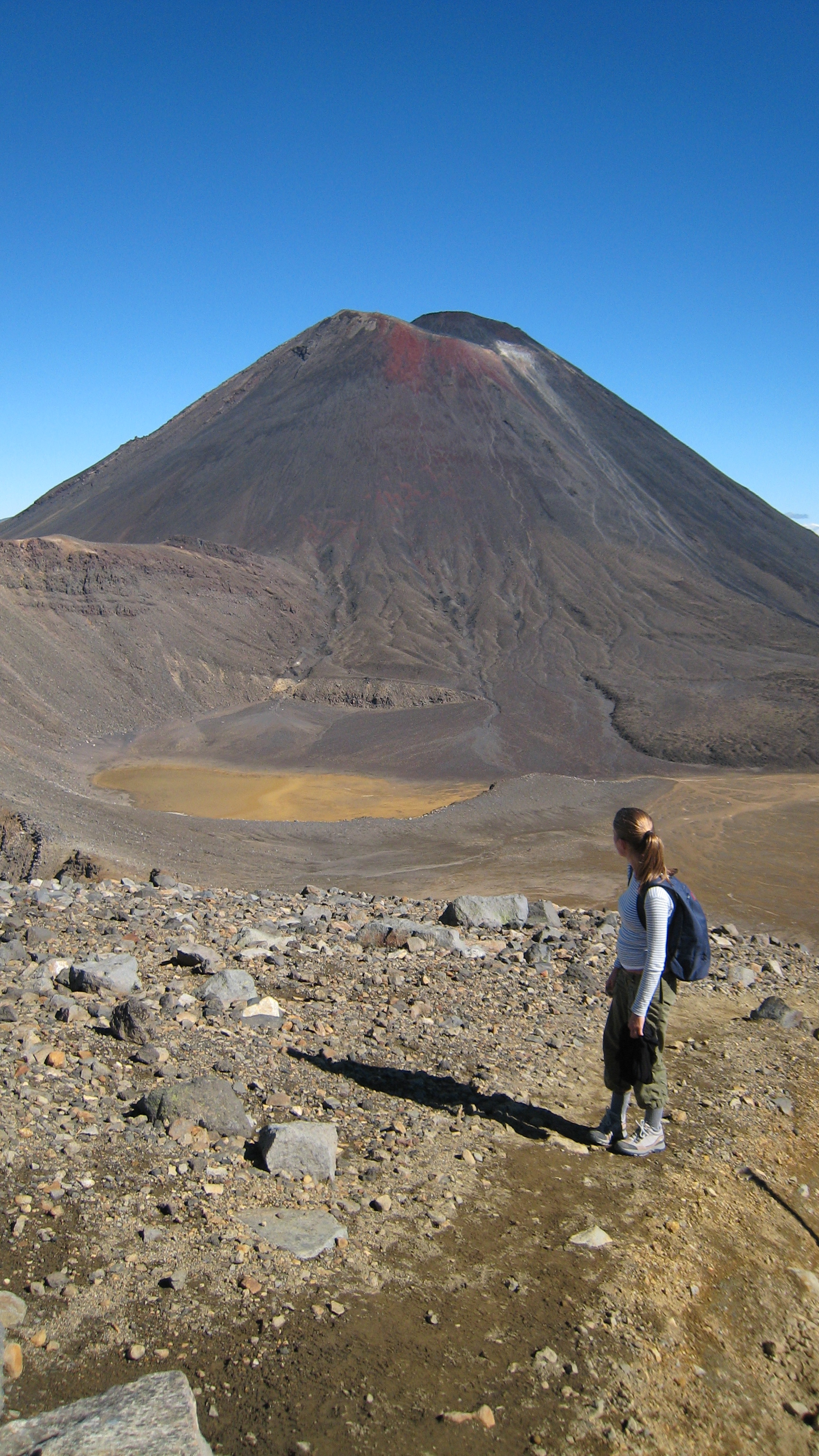
Il Ngauruhoe, in Nuova Zelanda, meta turistica legata al successo al botteghino del blockbuster Signore degli Anelli

L'emersione, e la vasta diffusione, nel corso del XX e XXI secolo, di una ampia subcultura condivisa, ha prodotto il fenomeno sociale di consistenti movimenti turistici indotti e condizionati da specifici contenuti veicolati dai mezzi di comunicazione di massa, e, in particolare, dagli stimoli e dalle suggestioni provenienti dalla massiccia fruizione di programmi di intrattenimento televisivo, cinematografico, casalingo e musicale.
Un caso particolare è costituito dal condizionamento da parte da particolari aspetti della cultura di massa, come il successo di prodotti video, film e serie televisive o commerciali: in quest'ultimo caso, si parla di cineturismo o turismo indotto dai film («film-induced tourism» nella letteratura anglosassone, o, con accezione solo in parte sovrapponibile, «movie-induced tourism»).
L'interesse turistico indotto dai mass media riguarda anche luoghi che sono stati oggetto di un evento, anche criminale, luttuoso o scabroso, purché abbia beneficiato di una vasta risonanza massmediatica: è il caso del macabro fenomeno del cosiddetto turismo dell'orrore, legato a efferati fatti di cronaca, disastri umani o cataclismi naturali, che trova un esempio nell'interesse suscitato dall'Isola del Giglio dopo il naufragio della Costa Concordia.
Esiste anche il caso della tendenza contraria, quella del turismo scoraggiato dall'effetto dispiegato da particolari pellicole che riverberano, sull'immaginario collettivo delle masse di fruitori, un'immagine negativa di alcuni luoghi o di un'intera nazione.

## Retroterra culturale
L'insieme di tali fenomeni si inscrive all'interno di qualcosa di più generale, uno scenario culturale che si fonda sul nesso "forte e inscindibile" che esiste "tra turismo e comunicazione". Questo nesso fu reso evidente, già nell'Ottocento, dagli effetti della pubblicazione delle Mémoires d'un touriste di Stendhal e dal richiamo esercitato dalle narrazioni letterarie delle esperienze di viaggio del Grand Tour.
Il viaggio, in effetti, non è riducibile a un semplice spostamento di una persona tra luoghi diversi, ma è un evento che mette in moto un vero e proprio "processo cognitivo applicato a un territorio": questo atto cognitivo non si adatta a una fruizione passiva, ma richiede un livello di interazione sociale paragonabile a quello necessario allo svolgimento della normale vita quotidiana, in cui entrano necessariamente in gioco i peculiari valori culturali di cui può disporre il viaggiatore (in questo caso specifico, fruitore della cultura di massa).
A differenza del turismo ante litteram tipico del Grand Tour, nel quale il protagonista viaggiava per lo più solitario, con l'avvento dei flussi del turismo di massa l'impatto con le realtà locali provoca squilibri sociali, economici e culturali a volte conflittuali.

## Esempi significativi

Scena da Vacanze romane, di William Wyler (Paramount Pictures, 1953). Il film ebbe un notevole impatto sul turismo in Italia

Sono numerosissimi gli esempi di movimenti turistici indotti dai contenuti della cultura di massa. Un caso molto conosciuto è il fenomeno innescato dal film Vacanze romane (Roman Holiday), un film del 1953 diretto da William Wyler, e legato, nell'immaginario, ai volti di Audrey Hepburn e Gregory Peck. La proposizione dell'immagine di Roma come «ideale nido d'amore e di avventura sentimentale» ha avuto un grande peso, a partire dagli anni cinquanta, nel favorire i flussi turistici dagli Stati Uniti verso la capitale e, più in generale, verso l'Italia. Nel 1994 analoga influenza, molto più efficace di costose campagne di marketing, ha avuto sul turismo verso l'Isola di Salina, il successo di proiezione del film Il postino di Michael Radford, interpretato da Massimo Troisi.
Alcuni casi esemplari sono perfino stati oggetto di studi più o meno specifici e approfonditi. La citazione di alcuni di tali casi permette di mostrare non solo l'essenza e la portata del fenomeno sociale, ma anche come esso, a volte, sia in grado di mettere in gioco valori culturali e sociologici più ampi.

### Matera

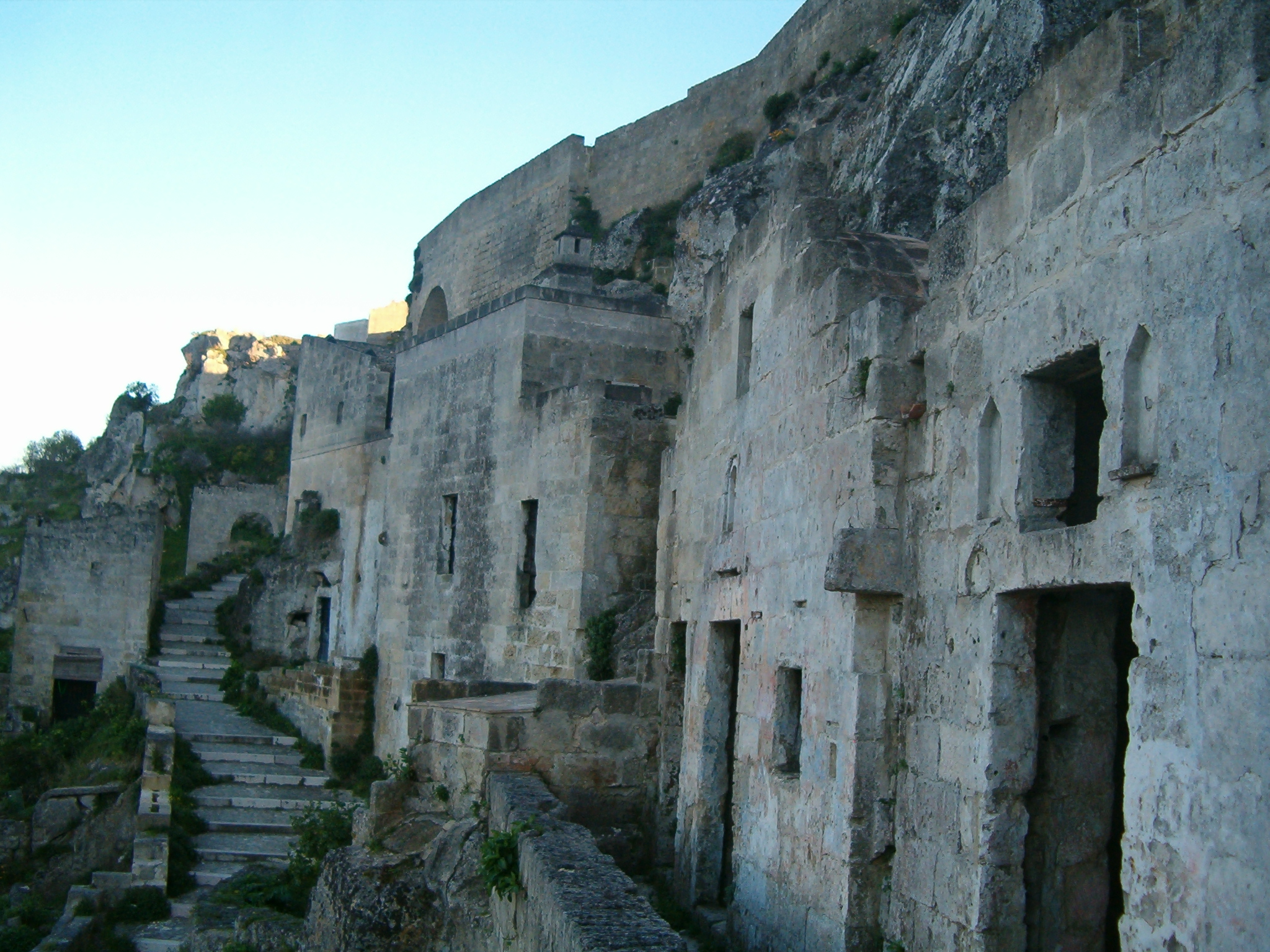
Abitazioni rupestri dei "Sassi" materani, assurti a popolare meta turistica solo dopo l'uscita della Passione di Cristo di Gibson.

Significativo è l'esempio, in Basilicata, della città di Matera e dei suoi Sassi: si tratta, in questo caso, di una meta turistica di notevole interesse architettonico e antropologico che, tuttavia, è stata a lungo negletta e ignorata dai flussi del turismo di massa, nazionale e internazionale, e perfino dai flussi sulla più ristretta scala regionale e locale, che è divenuta, invece, all'improvviso, oggetto di un vero e proprio boom solo dopo che le sue emergenze architettoniche sono state mostrate al "Primo mondo" dalla produzione di un film di ampio successo (La Passione di Cristo di Mel Gibson), in grado di raggiungere ampi settori dei fruitori della cultura di massa.
Nel caso di Matera, la fruizione e la lettura dei pregi culturali, antropologici, paesaggistici e storici dei Sassi, risulta difficile, o addirittura preclusa, di norma, a chi dipende culturalmente dalle opzioni commerciali dell'industria dello spettacolo: solo l'indicazione operata da scelte commerciali (anche se occasionali e accidentali, come nel caso di Matera) sulla location di una produzione cinematografica di successo ha permesso la "validazione" e la "legittimazione" di alcuni luoghi come possibile oggetto di interesse turistico delle masse: il prodotto di successo, infatti, è in grado di fornire i necessari agganci in grado di collocare e integrare quei luoghi, di difficile apprezzamento, nel bagaglio culturale dei fruitori della cultura di massa.
Il caso dei Sassi è esemplare della capacità di tali risonanze mediatiche di raggiungere culture disparate, non solo nel mondo occidentale, ma anche lontane, come quella giapponese: la riconoscibilità culturale indotta dal film di successo, ad esempio, ha portato alla possibilità di utilizzare i Sassi di Matera come ambientazione di un anime prodotto nello stesso anno del film. Gli effetti sono stati notevoli: nel 2008, la catena alberghiera Hilton Hotels Corporation ha aperto l'Hilton Garden Hotel a Matera.

### Singapore

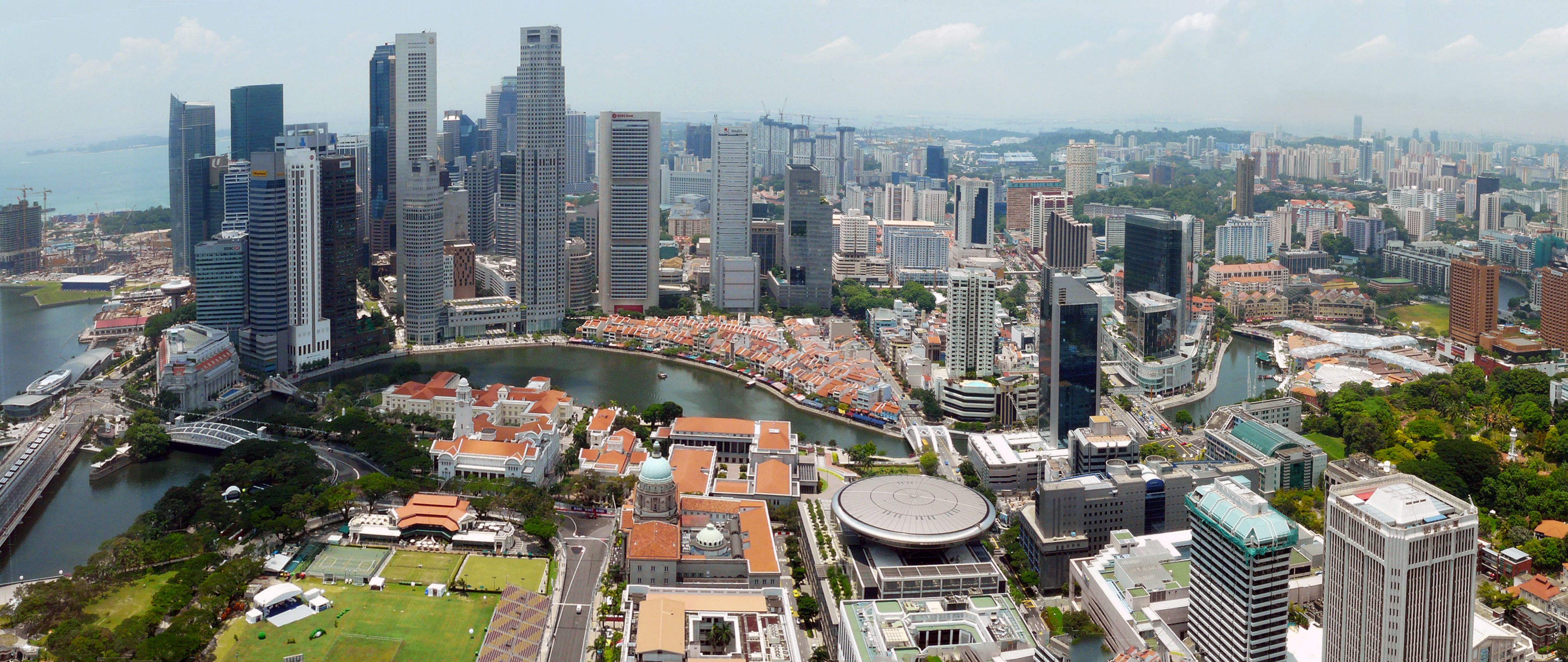
Veduta aerea dello skyline del distretto commerciale centrale di Singapore

Altro caso notevole ed esemplare è costituito dal successo di Krrish, un blockbuster internazionale prodotto del cinema indiano della cosiddetta "Bollywood", uscito nel 2006 e girato per il 60% a Singapore. Il successo internazionale del film ha procurato evidenti benefici al turismo di Singapore, non solo incentivando flussi di turisti dall'India, ma stimolando anche il turismo domestico.
Nel caso del turismo domestico, si tratta di un fenomeno più ampio, che è debitore, più in generale, all'intero complesso della crescente industria cinematografica legata a Singapore. La crescita dell'interesse turistico di Singapore legato all'industria filmica, mette in moto un movimento culturale più ampio del continente asiatico, in quanto fornisce dei riferimenti sub-culturali largamente comuni e condivisi, a un'amplissima platea di utenti della cultura di massa, consentendo di partecipare alle esperienze condivise della modernità post-coloniale in Asia.

## Turismo dell'orrore

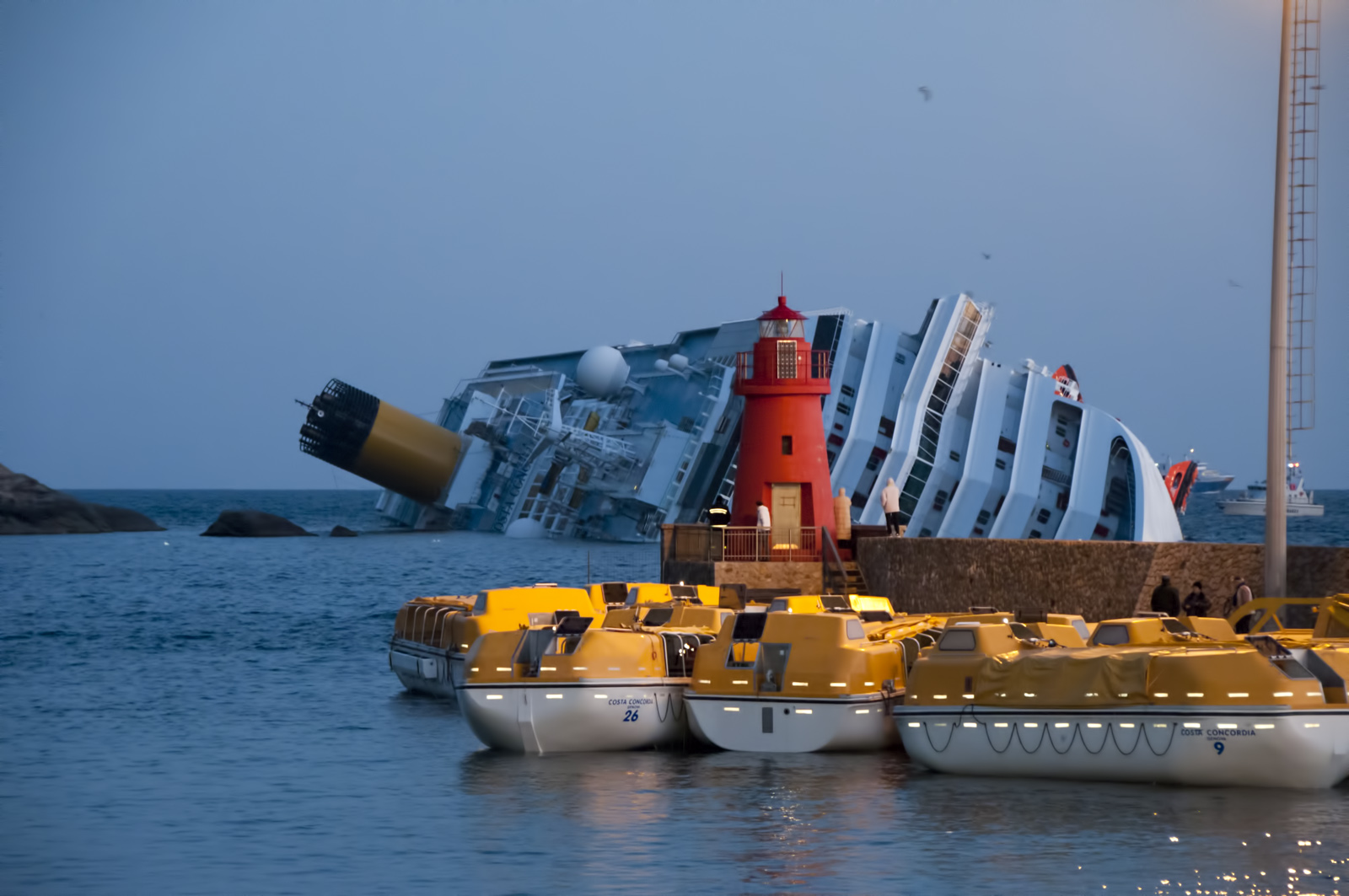
Il porto del Isola del Giglio e il relitto del naufragio della Costa Concordia, oggetto di flussi turistici indotti dai mass media

L'espressione "turismo dell'orrore", nel lessico giornalistico italiano, designa un fenomeno culturale in cui l'interesse turistico per certe destinazioni, indotto dai mass media, riguarda luoghi che sono stati teatro di eventi delittuosi, criminali, efferati, scabrosi, o di terremoti, cataclismi naturali e disastri determinati dall'azione dell'uomo, quando la conoscenza di tali eventi abbia beneficiato di una vasta esposizione massmediatica, in grado di colpire l'immaginario dei fruitori dei mass media. Il fenomeno del "turismo dell'orrore" assume valenze morbose, macabre, o "necrofile", spesso oggetto di stigmatizzazione da parte degli stessi media che contribuiscono all'innesco dell'attenzione collettiva che è alla base del fenomeno.
In Italia, ad esempio, è noto il "pellegrinaggio" sui luoghi di famosi eventi tragici, che hanno riscosso l'attenzione morbosa della programmazione televisiva, come quelli del delitto di Cogne. Altro esempio è fornito dalle folle di visitatori indirizzatesi verso paesaggi dell'Isola del Giglio, con un interesse stimolato dalla risonanza mediatica del naufragio della nave Costa Concordia, avvenuto il 13 gennaio 2012.

## Risvolti economici

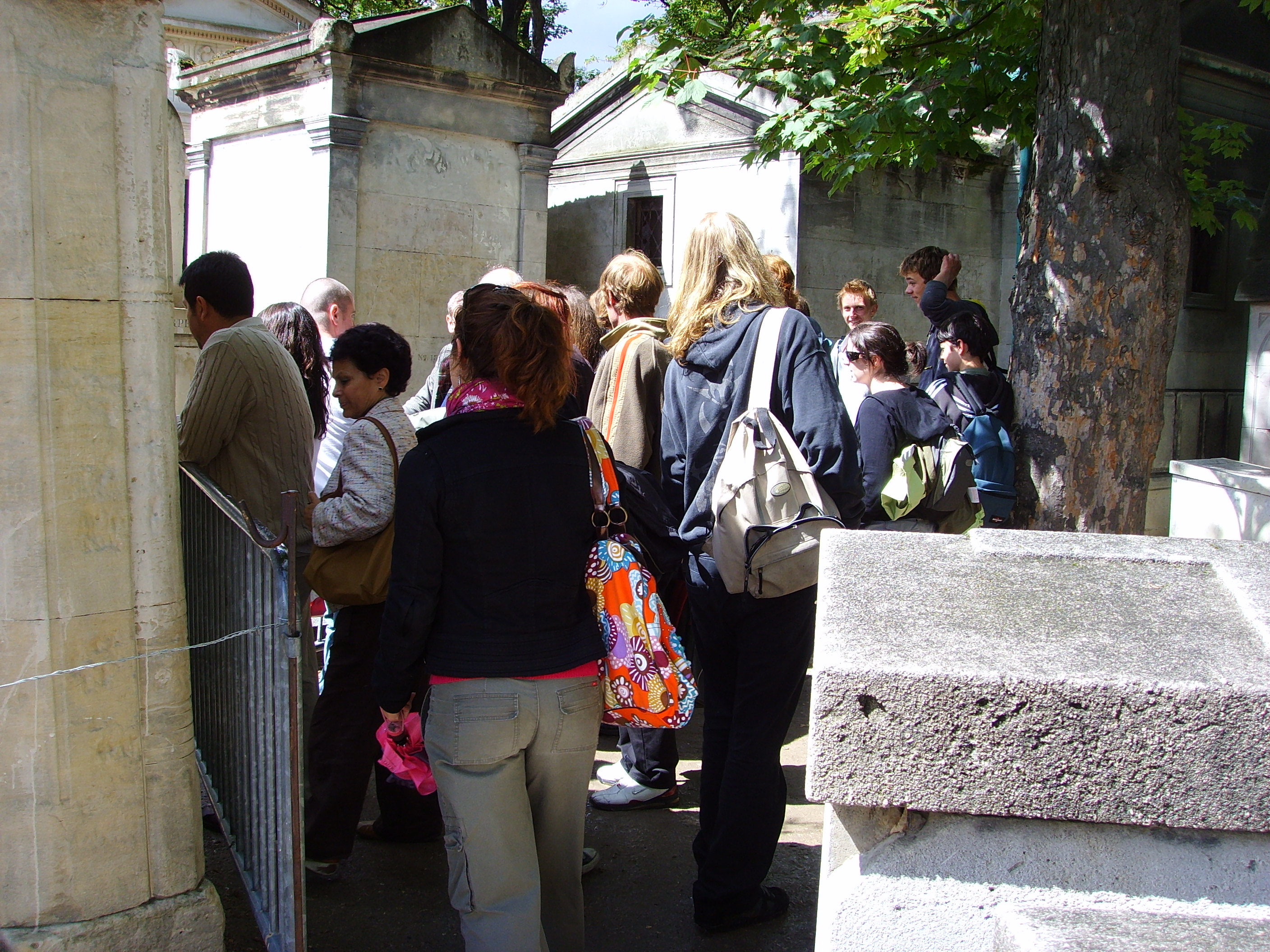
Tomba di Jim Morrison al Cimitero di Père-Lachaise di Parigi, tipica tappa del turismo di massa, meta dell'incessante "pellegrinaggio" dei fan

Il fenomeno del turismo legato alla cultura di massa assume dimensioni economiche significative, con ricadute rilevanti (e positive, se si ragiona in termini di incremento del fatturato) sull'economica locale. Non mancano, quindi, esempi di interventi pubblici (diretti, o provenienti da enti di emanazione pubblica) volti a incentivare finanziariamente la realizzazione, in determinati luoghi, di film, documentari, o spot pubblicitari. Ne è nato un vero e proprio settore del marketing turistico, con la creazione di apposite commissioni cinematografiche locali nate con il preciso scopo di sfruttare le opportunità economiche offerte dall'impatto dei media e sulla capacità di orientare l'interesse dei viaggiatori e i flussi turistici.

### Strategie diproduct placement
Si tratta dell'affermarsi di una strategia economica, più o meno consapevole, che intende muoversi nell'ambito della pubblicità indiretta o occulta, su un terreno definibile come product placement.
In Austria, ad esempio, la Tirol Film Commission eroga contributi economici, e garantisce agevolazioni, a chi scelga di produrre film girati o ambientati nel Tirolo austriaco. L'intervento di simili enti e organismi è comune e diffuso anche in molti altri paesi, con un attivismo particolarmente intenso in Francia, ma anche in Italia, come avviene, ad esempio, in varie località del Piemonte. Peculiare è il caso di Barcellona, in cui gli interventi locali hanno optato per la "specializzazione" orientata verso il mercato pubblicitario, con incentivi e proposte per location di spot pubblicitari. Casistica esemplare di questa strategia di finanziamento ad hoc è offerta da prodotti come Palermo Shooting di Wim Wenders (2008) o Vicky Cristina Barcelona di Woody Allen (2008).
Gli interventi, naturalmente, non sono sempre neutrali: risulta naturale, infatti, che contributi e agevolazioni beneficino quelle produzioni cinematografiche, televisive, o pubblicitarie, che sappiano di trasmettere un'immagine accattivante o affascinante, in grado di incoraggiare i flussi turistici, svegliando l'interesse per i luoghi quali possibili destinazioni turistiche, o rivitalizzando un interesse sopito o scemato. Il rischio, infatti, è che alcuni film facciano incorrere nell'effetto contrario: un esempio di questo tipo è fornito da Fuga di mezzanotte (Midnight Express) di Alan Parker, uscito nel 1978, che per molti anni ha penalizzato il turismo verso la Turchia per effetto della percezione di violenza veicolata dal film e associata, nell'immaginario collettivo di massa dei suoi spettatori, all'intera Turchia, con effetti negativi per l'economia turistica del paese.